# 梅索拉
梅索拉（義大利語：Mesola），是意大利费拉拉省的一个市镇。总面积84平方公里，人口7187人，人口密度85.6人/平方公里（2009年）。ISTAT代码为038014。